# JR支社境
JR支社境（ジェイアールししゃきょう）は、JR各社の支社と支社の管轄の境界となる区間のこと。
以下に支社境の所在区間を記載する。各支社の管轄区間は当該支社の項目を参照のこと。

## JR北海道
ここでいう「本社直轄」は、本社鉄道事業本部の直轄であることを表している。

### 函館支社
- 函館本線

熱郛駅 - 目名駅（本社直轄エリア内） ： 第一白井川トンネルと第二白井川トンネルの間に支社境がある。
- 室蘭本線

礼文駅 - 大岸駅（本社直轄エリア内） ： 新達古武トンネルの東室蘭方出口と大岸駅の間（長万部起点26.4km地点）が支社境。

### 旭川支社
- 函館本線

江部乙駅 - 滝川駅（本社直轄エリア内） ： 一丁目通との交差付近（函館起点372km地点）に支社境がある。
- 釧網本線

桂台駅 - 鱒浦駅（釧路支社管内） ： 網走トンネルの釧路方出入口付近（東釧路起点163.6km地点）に支社境がある。
- 富良野線

学田駅 - 富良野駅（本社直轄エリア内） ： 富良野駅の下り場内信号機を支社境としている。

### 釧路支社
- 石勝線

上落合信号場 - 串内信号場（本社直轄エリア内） ： 第一串内トンネルの新夕張方出入口付近（南千歳起点105.05km地点）に支社境がある。
- 釧網本線

鱒浦駅 - 桂台駅（旭川支社管内）

## JR東日本

### 秋田支社
- 奥羽本線

院内駅 - 及位駅（東北本部管内） ： 院内トンネルの新庄方の出入口付近が支社境となっている。
津軽新城駅 - 新青森駅（盛岡支社管内）：新青森駅の下り場内信号機が支社境。
※輸送指令は新青森駅 - 青森駅間も秋田支社管轄
- 羽越本線

本楯駅 - 酒田駅（新潟支社管内） ： 日本海東北自動車道との交差地点から秋田寄りの最初の踏切の間に支社境がある。
- 花輪線

大館駅 - 東大館駅（盛岡支社管内） ： 第2片山踏切（大館側最初の踏切）と長木川橋梁の間に支社境がある。
- 田沢湖線・秋田新幹線

志度内信号場 - 大地沢信号場（盛岡支社管内） ： 仙岩トンネル内の秋田県と岩手県の県境付近が支社境となっている。
※輸送指令は全線秋田支社管轄
- 北上線

黒沢駅 - ゆだ高原駅（盛岡支社管内） ： 秋田県と岩手県の県境付近が支社境となっている。

### 盛岡支社
- 奥羽本線

新青森駅 - 津軽新城駅（秋田支社管内）
※輸送指令は青森駅 - 新青森駅間も秋田支社管轄
- 花輪線

東大館駅 - 大館駅（秋田支社管内）
- 田沢湖線・秋田新幹線

大地沢信号場 - 志度内信号場（秋田支社管内）
※輸送指令は全線秋田支社管轄
- 北上線

ゆだ高原駅 - 黒沢駅（秋田支社管内）
- 東北本線

油島駅 - 石越駅（東北本部管内） ： 岩手県と宮城県の県境北側の最初の踏切の付近（東京起点425.0km地点）が支社境。

### 東北本部
- 東北本線

白坂駅 - 豊原駅（大宮支社管内） ： 黒川橋梁の福島方入口付近を支社境としている。
石越駅 - 油島駅（盛岡支社管内）
- 常磐線

坂元駅 - 新地駅（水戸支社管内） ： 宮城県と福島県の県境付近（日暮里起点317.4km地点）が支社境。
※輸送指令は岩沼駅 - 坂元駅も水戸支社管轄
- 磐越西線

喜多方駅 - 山都駅（新潟支社管内） ： 濁川橋梁西側の最初の踏切から若干山都寄り（会津若松起点18.3km地点）に支社境がある。
- 磐越東線

赤井駅 - いわき駅（水戸支社管内） ： 常磐線並走区間の手前（いわき起点1.0km地点）を支社境としている。
- 陸羽西線

南野駅 - 余目駅（新潟支社管内） ： 県道358号線の交差から若干南野寄りに支社境がある。
- 米坂線

今泉駅 - 萩生駅（新潟支社管内） ： 第二黒沢踏切から若干萩生寄り（米沢起点26.0km地点）に支社境がある。
- 水郡線

安積永盛駅 - 磐城守山駅（水戸支社管内） ： 阿武隈川の東側（水戸起点135.0km地点）に支社境がある。
- 只見線

只見駅 - 大白川駅（新潟支社管内） ： 旧田子倉駅西方の六十里越トンネル内（会津若松起点95.7km地点）に支社境がある。
- 奥羽本線

及位駅 - 院内駅（秋田支社管内）

### 水戸支社
- 常磐線

新地駅 - 坂元駅（東北本部管内）
藤代駅 - 取手駅（首都圏本部管内） ： 藤代高等学校南西付近（日暮里起点39.9km地点）に支社境がある。
※輸送指令は羽鳥駅 - 取手駅間も首都圏本部管轄だが、羽鳥駅以北は全区間水戸支社管轄
- 磐越東線

いわき駅 - 赤井駅（東北本部管内）
- 水郡線

磐城守山駅 - 安積永盛駅（東北本部管内）
- 水戸線

小田林駅 - 小山駅（大宮支社管内） ： 栃木県道33号線交差付近（小山起点3.1km地点）に支社境がある。

### 高崎支社
- 高崎線

宮原駅 - 大宮駅（大宮支社管内） ： 川越線並走区間の後の大成第六踏切付近（大宮起点3.0km地点）が支社境。
※輸送指令は神保原駅 - 大宮駅間首都圏本部管轄
- 両毛線

思川駅 - 小山駅（大宮支社管内） ： 思川の鉄橋の手前（小山起点2.0km地点）を支社境としている。
- 上越線

土合駅 - 土樽駅（新潟支社管内） ： 上り線の清水トンネルの出口付近を支社境としている。
※輸送指令は水上駅 - 土合駅間も新潟支社管轄
- 八高線

毛呂駅 - 高麗川駅（八王子支社管内） ： 高麗川を跨ぐ鉄橋の北側（八王子起点33.5km地点）を支社境としている。

### 長野支社
- 中央本線

信濃境駅 - 小淵沢駅（八王子支社管内） ： 山梨県と長野県の県境の若干東側（172キロポスト付近）が支社境。
- 小海線

甲斐小泉駅 - 小淵沢駅（八王子支社管内） ： 県道11号線との交差付近（小淵沢起点1km地点）を支社境としている。
- 飯山線

森宮野原駅 - 足滝駅（新潟支社管内） ： 長野県と新潟県の県境付近が支社境となっている。
※輸送指令は全線長野支社管轄

### 新潟支社
- 羽越本線

酒田駅 - 本楯駅（秋田支社管内）
- 陸羽西線

余目駅 - 南野駅（東北本部管内）
- 上越線

土樽駅 - 土合駅（高崎支社管内）
※輸送指令は土合駅 - 水上駅間も新潟支社管轄
- 米坂線

萩生駅 - 今泉駅（東北本部管内）
- 磐越西線

山都駅 - 喜多方駅（東北本部管内）
- 只見線

大白川駅 - 只見駅（東北本部管内）
- 飯山線

足滝駅 - 森宮野原駅（長野支社管内）
※輸送指令は全線長野支社管轄

### 大宮支社
- 東北本線
  - 郡山地区

豊原駅 - 白坂駅（東北本部管内）
  - 宇都宮線・湘南新宿ライン

浦和駅 - 赤羽駅（首都圏本部管内） ： 京浜東北線と同一地点。
  - 京浜東北線

川口駅 - 赤羽駅（首都圏本部管内） ： 荒川の橋梁の埼玉側の堤防上（東京起点15.1km地点）に支社境がある。
  - 埼京線

戸田公園駅 - 浮間舟渡駅（首都圏本部管内） ： 荒川を跨ぐ付近（東京起点17.7km地点）に支社境がある。

※輸送指令は黒磯駅から大宮方の全区間を首都圏本部、黒磯駅 - 白坂駅間を東北本部が管轄
- 高崎線

大宮駅 - 宮原駅（高崎支社管内）
※輸送指令は大宮駅 - 神保原駅間首都圏本部管轄
- 水戸線

小山駅 - 小田林駅（水戸支社管内）
- 両毛線

小山駅 - 思川駅（高崎支社管内）
- 川越線

武蔵高萩駅 - 高麗川駅（八王子支社管内） ： NECネットワークセンサ日高事業所の南東（大宮起点29.0km地点）に支社境がある。
※輸送指令は全線首都圏本部管轄
- 武蔵野線

北朝霞駅 - 新座駅（八王子支社管内） ： 埼玉県道36号線との交差付近（新鶴見信号場起点46.5km地点）を支社境としている。
三郷駅 - 南流山駅（首都圏本部管内） ： 江戸川の鉄橋の埼玉側堤防上に支社境がある。
※輸送指令は全線首都圏本部管轄

### 八王子支社
- 中央本線

吉祥寺駅 - 西荻窪駅（首都圏本部管内） ： 杉並区と武蔵野市の市区境付近を支社境としている。
小淵沢駅 - 信濃境駅（長野支社管内）
※輸送指令は小淵沢駅以東首都圏本部管轄
- 小海線

小淵沢駅 - 甲斐小泉駅（長野支社管内）
- 川越線

高麗川駅 - 武蔵高萩駅（大宮支社管内）
※輸送指令は全線首都圏本部管轄
- 八高線

高麗川駅 - 毛呂駅（高崎支社管内）
- 南武線

矢野口駅 - 稲田堤駅（横浜支社管内） ： 都県境付近（川崎起点22.1km地点）を支社境としている。
※輸送指令は全線首都圏本部管轄
- 武蔵野線

府中本町駅 - 梶ヶ谷貨物ターミナル駅（横浜支社管内） ： 生田トンネル内に支社境がある。
新座駅 - 北朝霞駅（大宮支社管内）
※輸送指令は全線首都圏本部管轄
- 横浜線

相原駅 - 橋本駅（横浜支社管内） ： 大戸踏切付近（東神奈川起点35.4km地点）に支社境がある。
※輸送指令は全線首都圏本部管轄

### 首都圏本部
- 東海道本線
  - 東海道線・上野東京ライン

品川駅 - 川崎駅（横浜支社管内） ： 京浜東北線と同一地点。
  - 京浜東北線

蒲田駅 - 川崎駅（横浜支社管内） ： 都県境を跨ぐ東海道本線六郷川橋梁の東京側堤防上に支社境がある。
  - 横須賀線・湘南新宿ライン

西大井駅 - 武蔵小杉駅（横浜支社管内） ： 都県境を跨ぐ品鶴線多摩川橋梁の横浜側堤防上に支社境がある。
  - 東海道貨物線

東京貨物ターミナル駅 - 川崎貨物駅（横浜支社管内） ： 都県境を跨ぐ羽田トンネル内に支社境がある。

※輸送指令は熱海駅（構内除く）まで首都圏本部管轄
- 総武本線
  - 中央・総武緩行線

秋葉原駅 - 浅草橋駅（千葉支社管内） ： 御茶ノ水駅起点1.5km地点に支社境がある。
  - 総武快速線

馬喰町駅 - 錦糸町駅（千葉支社管内） ： 地下区間（総武トンネル）の入口の手前に支社境がある。
  - 新金線

金町駅 - 新小岩信号場駅（千葉支社管内） ： 新小岩信号場起点6km地点に支社境がある。

※輸送指令は千葉駅まで首都圏本部管轄
- 中央本線

西荻窪駅 - 吉祥寺駅（八王子支社管内）
※輸送指令は小淵沢駅まで首都圏本部管轄
- 京葉線

越中島駅 - 潮見駅（千葉支社管内） ： 地下区間（新東京トンネル）から地上に出る手前付近に支社境がある。
※輸送指令は全線首都圏本部管轄
- 武蔵野線

新松戸駅 - 新八柱駅（千葉支社管内） ： 金谷寺付近（新鶴見信号場起点83.7km地点）に支社境がある。
南流山駅 - 三郷駅（大宮支社管内）
※輸送指令は全線首都圏本部管轄
- 成田線我孫子支線

我孫子駅 - 東我孫子駅（千葉支社管内） ： 常磐線天王台駅南方（佐倉起点43.0km地点）に支社境がある。
- 東北本線
  - 宇都宮線・湘南新宿ライン

赤羽駅 - 浦和駅（大宮支社管内）
  - 京浜東北線

赤羽駅 - 川口駅（大宮支社管内）
  - 埼京線

浮間舟渡駅 - 戸田公園駅（大宮支社管内）

※輸送指令は黒磯駅まで首都圏本部管轄
- 常磐線

取手駅 - 藤代駅（水戸支社管内）
※輸送指令は羽鳥駅まで首都圏本部管轄

### 千葉支社
- 総武本線
  - 中央・総武緩行線

浅草橋駅 - 秋葉原駅（首都圏本部管内）
  - 横須賀・総武快速線

錦糸町駅 - 馬喰町駅（首都圏本部管内）
  - 新金線

新小岩信号場駅 - 金町駅（首都圏本部管内）

※輸送指令は千葉駅から首都圏本部管轄
- 京葉線

潮見駅 - 越中島駅（首都圏本部管内）
※輸送指令は全線首都圏本部管轄
- 武蔵野線

新八柱駅 - 新松戸駅（首都圏本部管内）
※輸送指令は全線首都圏本部管轄
- 成田線我孫子支線

東我孫子駅 - 我孫子駅（首都圏本部管内）

### 横浜支社
- 東海道本線
  - 東海道線・上野東京ライン

川崎駅 - 品川駅（首都圏本部管内）
  - 京浜東北線

川崎駅 - 蒲田駅（首都圏本部管内）
  - 横須賀・総武快速線・湘南新宿ライン

武蔵小杉駅 - 西大井駅（首都圏本部管内）
  - 東海道貨物線

川崎貨物駅 - 東京貨物ターミナル駅（首都圏本部管内）

※輸送指令は熱海駅構内除き首都圏本部管轄
- 南武線

稲田堤駅 - 矢野口駅（八王子支社管内）
※輸送指令は全線首都圏本部管轄
- 横浜線

橋本駅 - 相原駅（八王子支社管内）
※輸送指令は全線首都圏本部管轄
- 武蔵野線（貨物線）

梶ヶ谷貨物ターミナル駅 - 府中本町駅（八王子支社管内）
※輸送指令は全線首都圏本部管轄

## JR東海
関西支社は新幹線鉄道事業本部所属で東海道新幹線の管轄のみであるため、ここでは扱わない。

### 静岡支社
- 東海道本線

新所原駅 - 二川駅（東海鉄道事業本部（本社）直轄エリア内） ： 新所原駅の上り場内信号機を支社境としている。

## JR西日本

### 金沢支社
- 北陸本線

新疋田駅 - 近江塩津駅（近畿統括本部管内） ： 近江塩津駅の上り第一場内信号機を支社境としている。
- 小浜線

松尾寺駅 - 東舞鶴駅（近畿統括本部管内） ： 東舞鶴駅の上り場内信号機を支社境としている。

### 近畿統括本部
- 北陸本線

近江塩津駅 - 新疋田駅（金沢支社管内）
- 山陰本線（嵯峨野線）

居組駅 - 東浜駅（中国統括本部管内） ： この間の上り第一閉塞信号付近に支社境がある。
- 山陽本線

上郡駅 - 三石駅（中国統括本部管内） ： 船坂トンネルの神戸側の出入口付近に支社境がある。
- 姫新線

上月駅 - 美作土居駅（中国統括本部管内） ： 万ノ峠トンネルの神戸側の出入口付近に支社境がある。
※輸送指令は上月駅 - 東津山駅間も近畿統括本部管轄
- 赤穂線

備前福河駅 - 寒河駅（中国統括本部管内） ： 備前福河駅下手の福浦第一踏切の岡山寄りに支社境がある。

### 中国統括本部
- 山陽本線

三石駅 - 上郡駅（近畿統括本部管内）
- 赤穂線

寒河駅 - 備前福河駅（近畿統括本部管内）
- 姫新線

美作土居駅 - 上月駅（近畿統括本部管内）
※輸送指令は東津山駅 - 上月駅間近畿統括本部管轄
- 山陰本線

東浜駅 - 居組駅（近畿統括本部管内）

## JR四国
JR四国には支社がないので支社境もない。

## JR九州
ここでいう「本社直轄」は、本社鉄道事業本部の直轄であることを表している。

### 長崎支社
- 長崎本線

土井崎信号場 - 肥前大浦駅（本社直轄エリア内） ： 佐賀県と長崎県の県境付近を支社境としている。
- 佐世保線

大町駅 - 江北駅（本社直轄エリア内） ： 上り第1閉塞信号機から若干江北寄り（江北駅起点1.5km地点）に支社境がある。

### 大分支社
- 日豊本線

中津駅 - 吉富駅（本社直轄エリア内） ： 山国川橋梁と中津駅下り場内信号機の間に支社境がある。
宗太郎駅 - 市棚駅（宮崎支社管内） ： 第四宗太郎トンネルの延岡方出入口と県境の間に支社境がある。
- 久大本線

豊後中川駅 - 豊後三芳駅（本社直轄エリア内）  ： 小ヶ瀬トンネルの日田方出入口から0.5km手前に支社境がある。
- 豊肥本線

豊後荻駅 - 滝水駅（熊本支社管内） ： 豊後荻駅から熊本寄り約1.8km先に支社境がある。

### 熊本支社
- 鹿児島本線

荒尾駅 - 大牟田駅（本社直轄エリア内）  ： 福岡県と熊本県の県境付近を支社境としている。
- 肥薩線

真幸駅 - 吉松駅（鹿児島支社管内） ： 宮崎県と鹿児島県の県境付近を支社境としている。
- 豊肥本線

滝水駅 - 豊後荻駅（大分支社管内）

### 鹿児島支社
- 日豊本線

財部駅 - 五十市駅（宮崎支社管内）：鹿児島県と宮崎県に跨がる狐塚踏切の鹿児島方に支社境（旧工務所境）がある（小倉方396km400m付近）
- 肥薩線

吉松駅 - 真幸駅（熊本支社管内）
- 吉都線

日向庄内駅 - 都城駅（宮崎支社管内）：都城駅場内中継信号機の直下に支社境（旧工務所境）がある。

### 宮崎支社
- 日豊本線

市棚駅 - 宗太郎駅（大分支社管内）
五十市駅 - 財部駅（鹿児島支社管内）
- 吉都線

都城駅 - 日向庄内駅（鹿児島支社管内）

## JR貨物
JR貨物の場合は、貨物扱いを行う駅及び社線接続駅・一部の旅客駅（貨物時刻表の巻頭にある「貨物取扱駅コード図表」に記載されている駅）で示す。

### 北海道支社
- 海峡線

木古内駅 - 中小国駅（東北支社管内）

### 東北支社
- 海峡線

中小国駅 - 木古内駅（北海道支社管内）
- 羽越本線

羽後本荘オフレールステーション - 酒田駅（関東支社管内）
- 東北本線

新白河駅 - 黒磯駅（関東支社管内）
- 常磐線

岩沼駅 - 泉駅（関東支社管内）

### 関東支社
- 羽越本線

酒田駅 - 羽後本荘オフレールステーション（東北支社管内）
- 東北本線

黒磯駅 - 新白河駅（東北支社管内）
- 常磐線

泉駅 - 岩沼駅（東北支社管内）
- えちごトキめき鉄道日本海ひすいライン

直江津駅 - 糸魚川駅（関西支社管内）
- 中央本線

塩尻駅 - 多治見駅（東海支社管内）
- 飯田線

辰野駅 - 沢渡駅（東海支社管内）
- 御殿場線

国府津駅 - 下曽我駅（東海支社管内）
- 東海道本線

熱海駅 - 三島駅（東海支社管内）

### 東海支社
- 中央本線

多治見駅 - 塩尻駅（関東支社管内）
- 飯田線

沢渡駅 - 辰野駅（関東支社管内）
- 御殿場線

下曽我駅 - 国府津駅（関東支社管内）
- 東海道本線

三島駅 - 熱海駅（関東支社管内）
近江長岡駅 - 米原駅（関西支社管内）

### 関西支社
- 東海道本線

米原駅 - 近江長岡駅（東海支社管内）
- えちごトキめき鉄道日本海ひすいライン

糸魚川駅 - 直江津駅（関東支社管内）
- 山陽本線

下関駅 - 北九州貨物ターミナル駅（九州支社管内）

### 九州支社
- 山陽本線

北九州貨物ターミナル駅 - 下関駅（関西支社管内）